# Pierre-Laurent Wantzel
Pierre Laurent Wantzel (Parijs, 5 juni 1814 – Parijs, 21 mei 1848) was een Frans wiskundige, die bewees dat verschillende meetkundige problemen uit de antieke oudheid onoplosbaar zijn.
In een artikel uit 1837 toonde Wantzel aan dat de drie onderstaande problemen niet kunnen worden opgelost door alleen gebruik te maken van passer en liniaal.
1. Verdubbeling van de kubus
2. Driedeling van een hoek en
3. Construeerbare veelhoeken, waar het aantal zijdes niet het product is van een macht van twee en een willekeurig aantal verschillende Fermat-priemgetallen.

In 1845 publiceerde hij een vereenvoudigd bewijs van de onoplosbaarheid van vijfdegraadsvergelijkingen. Zie ook de stelling van Abel-Ruffini.
Hij stierf in 1848, mogelijk als gevolg van overwerk. Volgens een vriend gebruikte hij opium om langer door te kunnen werken.